# Tongzhou (Peking)

Blick über Tongzhou

Der Stadtbezirk Tongzhou (chinesisch 通州區 / 通州区, Pinyin Tōngzhōu Qū) ist ein Stadtbezirk im Südosten der regierungsunmittelbaren Stadt Peking in der Volksrepublik China. Er hat eine Fläche von 888,8 km² und 1.840.295 Einwohner (Stand: Zensus 2020). Bei Volkszählungen wurden 1990 in Tongzhou 602.597 Einwohner gezählt, 673.952 im Jahr 2000, und 1.184.256 im Jahr 2010.

## Geschichte
Nach der Besetzung der Mandschurei 1931 und der Errichtung des Marionettenstaates Mandschukuo 1932 wurde die Provinz Hebei zur Pufferzone zwischen den nationalchinesischen Kuomintang in Peking und den Japanern, die 1933 auch die nördlichen Nachbarprovinzen Rehe sowie Chahar besetzt hatten.
1935 setzten die Japaner in Tongzhou den aus kollaborierenden chinesischen Militärs gebildeten Autonomen Militärrat von Ost-Hopei (Ost-Hebei) ein.
Bis zum Tongzhou-Zwischenfall waren dem Militärrat neben Hebei formal auch die Provinzen Shandong, Shanxi, Henan und Teile Jiangsus unterstellt, danach waren Hebei und Peking 1937–1945 von japanischen Truppen besetzt.

## Transport und Nahverkehr
Die Innenstadt von Tongzhou ist über den Jingtong Expressway (Schnellstraße Peking–Tongzhou) und mehrere U-Bahnlinien der U-Bahn Peking mit der Innenstadt von Peking verbunden. Autobahnen führen nach Shenyang, Harbin und Tianjin.